# Адель Мара
Адель Мара (англ. Adele Mara, урождённая Аделаида Дельгадо (Adelaida Delgado), 28 апреля 1923 — 7 мая 2010) — американская актриса, певица и танцовщица.
Родилась в штате Мичиган в семье испанцев. Профессионально выступать начала ещё в 15 лет в качестве певицы в оркестре Хавьера Куга. Вместе с ним она уехала в Нью-Йорк, где её заметил агенту по подбору талантов, и в 1942 году она заключила контракт на съёмки в кино. Первые её годы в Голливуде ознаменовались мелкими ролями второго плана в фильмах категории B.
В середине 1940-х она изменила имидж, став появляться на экране в ролях сексуальных платиновых блондинок, в таких фильмах как «Сумерки над Рио Гранде» (1947), «Техасский Робин Гуд» (1947) и «Пески Иводзимы» (1949). В начале 1950-х годов кинокарьера Мары пошла на спад, и она переместилась на телевидение, где появлялась в различных телесериалах до конца 1970-х годов.
С 1952 года актриса была замужем за телевизионным сценаристом и продюсером Роем Хаггинсом, от которого родила троих детей. Их брак продлился до смерти Хаггинсона в 2002 году. Сама Мара скончалась в 2010 году в Калифорнии в возрасте 87 лет.